# 國家聯盟分區賽
國家聯盟分區賽（National League Division Series，簡稱為）是美國職棒大聯盟季後賽的第二輪比賽，決定那兩支球隊可以晉級國聯冠軍賽。分區賽是先由分區冠軍戰績最差的隊伍跟外卡第三隊伍交戰的勝隊以及外卡第一隊伍及第二隊伍的勝隊挑戰分區冠軍戰績較好的二隊，進行兩個五戰三勝制的系列賽。

## 背景
在1993年球季後，大聯盟當局決定將兩個聯盟各自重新劃分為3個分區，並催生了分區賽制度。不過由於罷工，使得這個制度直到1995年球季才正式實施。在這之前，1981年也是因為罷工而縮短球季，為了更吸引球迷眼光，以及彌補因罷工造成的損失，兩個分區分別進行了一輪季後賽，以罷工期間為分隔，將球季分為上、下半季，由兩個半季的戰績最佳隊伍先進行一回合五戰三勝制的系列賽，再晉級聯盟冠軍賽，這也可以算是最早的分區賽。最後，蒙特婁博覽會以3勝2負擊敗費城費城人，拿下國聯東區；而洛杉磯道奇也是以3勝2負擊敗休士頓太空人，拿下國聯西區。這項賽制引起許多爭議，例如：各隊總比賽場數不相同；上半季冠軍在下半季時可以輕鬆打，例如洋基下半季是分區第六名；國聯西區的辛辛那提紅人與國聯東區的聖路易紅雀，他們的上下半季戰績總和都是所屬分區的首位（紅雀甚至是大聯盟最佳），但是因為都未能拿下上下半季的「冠軍」，所以進不了季後賽。
到目前為止，亞特蘭大勇士是參與國聯分區賽次數最多的，有19次。

## 賽制
1998年之後，外卡球隊會先與所屬分區之外戰績較佳的隊伍對戰，另外兩支隊伍也是同樣地進行分區賽。兩個分區賽的勝隊再晉級七戰四勝制的國聯冠軍賽。季賽戰績較佳的隊伍有主場優勢，但外卡在分區賽及冠軍賽都沒有主場優勢。
自從聯盟重劃以及分區賽制度的誕生之後，前11年中有7次（國聯）外卡隊伍晉級第二輪的聯盟冠軍賽。系統發明人提到，這項三回合的季後賽制，尤其是外卡的設計，讓隊伍的季賽主要目標集中在「擠入季後賽」而不是「贏得分區冠軍」這件事。
到2011年為止，分區賽採用二二一的賽制。順位較高的隊伍在主場打第一、二戰；順位較低的球隊在主場打第三、四戰（如果有需要舉行的話）。如果有需要進行第五戰的話，會在有主場優勢隊伍的主場。
大聯盟在1984年、1997年的五戰三勝制的系列賽中採用二三制，2012年也將採用此賽制，意即擁有主場優勢的球隊先做客2場，再回自己的主場繼續打接下來的3場比賽（第四、五戰如果有需要進行的話）。
從2013年起，分區賽再度採用二二一的賽制。

## 常見的對戰組合

### 出現過一次以上
- 聖地牙哥教士對聖路易紅雀有3次，紅雀全勝
- 洛杉磯道奇對紅雀有3次，紅雀2勝，道奇1勝
- 紅雀對亞利桑那響尾蛇有2次，雙方1勝1負
- 邁阿密馬林魚對舊金山巨人有2次，（佛羅里達馬林魚）全勝
- 費城費城人對亞特蘭大勇士有2次，費城人全勝

### 出現過一次
- 費城人對辛辛那提紅人，費城人勝
- 密爾瓦基釀酒人對響尾蛇，釀酒人勝
- 芝加哥小熊對華盛頓國民，小熊勝
- 釀酒人對科羅拉多落磯，釀酒人勝
- 紅雀對勇士，紅雀勝
- 馬林魚對勇士，勇士勝
- 釀酒人對勇士，勇士勝
- 費城人對紐約大都會，大都會勝

6個是對上道奇：
- 勇士，道奇有2次，道奇全勝
- 大都會，大都會有1次，大都會勝
- 國民，道奇有1次，道奇勝
- 響尾蛇，道奇有2次，雙方1勝1負
- 巨人，道奇有1次，道奇勝
- 教士，道奇有2次，雙方1勝1負

6個是對上紅雀：
- 費城人，紅雀勝
- 國民，紅雀勝
- 匹茲堡海盜，紅雀勝
- 道奇，紅雀勝
- 小熊，小熊勝
- 勇士，小熊勝

另外有5個是對上巨人：
- 勇士，巨人勝
- 紅人，巨人勝
- 國民，巨人勝
- 小熊，小熊勝
- 道奇，道奇勝

## 最有價值球員獎
目前分區賽並無設置最有價值球員獎項。

## 備註
- 1996年、1997年、與2007年這三年恰好兩個分區賽都是橫掃。
- 2012年、2019年二次兩個分區賽打到第五戰。

## 歷年國聯分區賽
| 年份   | 勝隊               | 敗隊               | 結果               | 備註                                           |
| ------ | ------------------ | ------------------ | ------------------ | ---------------------------------------------- |
| 1981年 | 蒙特婁博覽會       | 費城費城人         | 3-2                |                                                |
| 1981年 | 洛杉磯道奇         | 休士頓太空人       | 3-2                |                                                |
| 1994年 | 因為罷工所以停辦。 | 因為罷工所以停辦。 | 因為罷工所以停辦。 | 因為罷工所以停辦。                             |
| 1995年 | 辛辛那提紅人       | 洛杉磯道奇         | 3-0                |                                                |
| 1995年 | 亞特蘭大勇士       | 科羅拉多落磯†      | 3-1                |                                                |
| 1996年 | 聖路易紅雀         | 聖地牙哥教士       | 3-0                |                                                |
| 1996年 | 亞特蘭大勇士       | 洛杉磯道奇†        | 3-0                |                                                |
| 1997年 | 亞特蘭大勇士       | 休士頓太空人       | 3-0                |                                                |
| 1997年 | 佛羅里達馬林魚†    | 舊金山巨人         | 3-0                |                                                |
| 1998年 | 聖地牙哥教士       | 休士頓太空人       | 3-1                |                                                |
| 1998年 | 亞特蘭大勇士       | 芝加哥小熊†        | 3-0                |                                                |
| 1999年 | 亞特蘭大勇士       | 休士頓太空人       | 3-1                |                                                |
| 1999年 | 紐約大都會†        | 亞利桑那響尾蛇     | 3-1                |                                                |
| 2000年 | 聖路易紅雀         | 亞特蘭大勇士       | 3-0                |                                                |
| 2000年 | 紐約大都會†        | 舊金山巨人         | 3-1                |                                                |
| 2001年 | 亞特蘭大勇士       | 休士頓太空人       | 3-0                |                                                |
| 2001年 | 亞利桑那響尾蛇     | 聖路易紅雀†        | 3-2                |                                                |
| 2002年 | 聖路易紅雀         | 亞利桑那響尾蛇     | 3-0                |                                                |
| 2002年 | 舊金山巨人†        | 亞特蘭大勇士       | 3-2                |                                                |
| 2003年 | 芝加哥小熊         | 亞特蘭大勇士       | 3-2                |                                                |
| 2003年 | 佛羅里達馬林魚†    | 舊金山巨人         | 3-1                |                                                |
| 2004年 | 聖路易紅雀         | 洛杉磯道奇         | 3-1                |                                                |
| 2004年 | 休士頓太空人†      | 亞特蘭大勇士       | 3-2                |                                                |
| 2005年 | 聖路易紅雀         | 聖地牙哥教士       | 3-0                |                                                |
| 2005年 | 休士頓太空人†      | 亞特蘭大勇士       | 3-1                | 第四戰是大聯盟史上第二長的季後賽               |
| 2006年 | 聖路易紅雀         | 聖地牙哥教士       | 3-1                |                                                |
| 2006年 | 紐約大都會         | 洛杉磯道奇†        | 3-0                |                                                |
| 2007年 | 亞利桑那響尾蛇     | 芝加哥小熊         | 3-0                |                                                |
| 2007年 | 科羅拉多落磯†      | 費城費城人         | 3-0                |                                                |
| 2008年 | 洛杉磯道奇         | 芝加哥小熊         | 3-0                |                                                |
| 2008年 | 費城費城人         | 密爾瓦基釀酒人†    | 3-1                |                                                |
| 2009年 | 洛杉磯道奇         | 聖路易红雀         | 3-0                |                                                |
| 2009年 | 費城費城人         | 科羅拉多落磯†      | 3-1                |                                                |
| 2010年 | 費城費城人         | 辛辛那提紅人       | 3-0                |                                                |
| 2010年 | 舊金山巨人         | 亞特蘭大勇士†      | 3-1                |                                                |
| 2011年 | 密爾瓦基釀酒人     | 亞利桑那響尾蛇     | 3-2                |                                                |
| 2011年 | 聖路易紅雀†        | 費城費城人         | 3-2                |                                                |
| 2012年 | 舊金山巨人         | 辛辛那提紅人       | 3-2                | 國聯首支兩連敗還能逆轉晉級的球隊               |
| 2012年 | 聖路易紅雀†        | 華盛頓國民         | 3-2                |                                                |
| 2013年 | 洛杉磯道奇         | 亞特蘭大勇士       | 3-1                |                                                |
| 2013年 | 聖路易紅雀         | 匹茲堡海盜†        | 3-2                |                                                |
| 2014年 | 聖路易紅雀         | 洛杉磯道奇         | 3-1                |                                                |
| 2014年 | 舊金山巨人†        | 華盛頓國民         | 3-1                | 第二戰是大聯盟史上最長的季後賽(六小時二十三分) |
| 2015年 | 紐約大都會         | 洛杉磯道奇         | 3-2                |                                                |
| 2015年 | 芝加哥小熊†        | 聖路易紅雀         | 3-1                |                                                |
| 2016年 | 洛杉磯道奇         | 華盛頓國民         | 3-2                |                                                |
| 2016年 | 芝加哥小熊         | 舊金山巨人†        | 3-1                |                                                |
| 2017年 | 芝加哥小熊         | 華盛頓國民         | 3-2                |                                                |
| 2017年 | 洛杉磯道奇         | 亞利桑那響尾蛇†    | 3-0                |                                                |
| 2018年 | 洛杉磯道奇         | 亞特蘭大勇士       | 3-1                |                                                |
| 2018年 | 密爾瓦基釀酒人     | 科羅拉多落磯†      | 3-0                |                                                |
| 2019年 | 聖路易紅雀         | 亞特蘭大勇士       | 3-2                |                                                |
| 2019年 | 華盛頓國民†        | 洛杉磯道奇         | 3-2                |                                                |
| 2020年 | 亞特蘭大勇士       | 邁阿密馬林魚†      | 3-0                |                                                |
| 2020年 | 洛杉磯道奇         | 聖地牙哥教士†      | 3-0                |                                                |
| 2021年 | 洛杉磯道奇†        | 舊金山巨人         | 3-2                |                                                |
| 2021年 | 亞特蘭大勇士       | 密爾瓦基釀酒人     | 3-1                |                                                |
| 2022年 | 費城費城人†        | 亞特蘭大勇士       | 3-1                |                                                |
| 2022年 | 聖地牙哥教士†      | 洛杉磯道奇         | 3-1                |                                                |
| 2023年 | 費城費城人†        | 亞特蘭大勇士       | 3-1                |                                                |
| 2023年 | 亞利桑那響尾蛇†    | 洛杉磯道奇         | 3-0                |                                                |
| 2024年 | 洛杉磯道奇         | 聖地牙哥教士†      | 3-2                |                                                |
| 2024年 | 紐約大都會†        | 費城費城人         | 3-1                |                                                |

†外卡（1995年之後）

## 外部連結
- http://www.baseball-reference.com/postseason/（页面存档备份，存于）
- http://mlb.mlb.com/mlb/history/postseason/mlb_ds.jsp（页面存档备份，存于）